# Еврич, Даринка
Даринка Еврич (серб. Даринка Јеврић, 21 октября 1947, Глоджяне — 16 февраля 2007, Белград) — косовская сербская поэтесса. Её называют одним из самых важных сербских поэтов второй половины XX века и самым важным поэтом из Косова.

## Биография
Еврич родилась в Глоджяне (Глогян) недалеко от Печа. Она получила начальное и среднее образование в Пече и изучала литературу в Приштине. В течение 25 лет она работала культурным журналистом и критиком в приштинской газете «Jedinstvo».
Её первые стихи были включены в антологию в 1970 году. Затем при её жизни было опубликовано восемь книг — в период с 1973 по 2006 год. Её самое известное стихотворение —«Dečanska Zvona» («Дечанские колокола»). Стихи Еврич переведены на несколько иностранных языков. Они представлены в антологиях современной сербской поэзии в России, Украине, Турции, Индии, Швеции, Чехии, Италии, Армении и Британии.
В конце войны в Косове в июне 1999 года Еврич была одной из немногих сербских интеллектуалов, решивших остаться в Косове, несмотря на все испытания и невзгоды. Она жила в Приштине до антисербских беспорядков в марте 2004 года. Даринка Еврич умерла в Белграде в возрасте 59 лет.

## Произведения
- Додир лета (заједно са Р. Делетићем и Б. Тодићем), „Јединство“, Приштина 1970,
- Преварени тишином, „Просвета“, Београд, 1973,
- Нестварни записи, „Јединство“, Приштина, 1976.
- Ижице, „Нолит“ – „Јединство“, Београд – Приштина, 1980,
- Хвостанска земља, „Просвета“, Београд, 1990,
- Слово љубве, „Октоих“, Подгорица, 1990,
- Јудин пољубац, Београд, 1998,
- Царина на Дрини, 1998,
- Дечанска звона и друге песме, (избор), Нови Сад, 2004,
- Псалам бездомника и друге песме, (избор), „Панорама“, Приштина - Београд, 2006.